# 圣马丁德弗雷桑雅
圣马丁德弗雷桑雅（法語：Saint-Martin-de-Fressengeas）是法国多尔多涅省的一个市镇，位于该省北部，属于农特龙区（Nontron）。该市镇总面积20.84平方公里，2009年时的人口为393人。

## 人口
圣马丁德弗雷桑雅人口变化图示